# Астроцит
Астроцити (від давньо-грецької  ἄστρον, ástron, "зірка" + κύτος, kútos, "cavity", "клітина") — це клітини, назва яких зумовлена наявністю тонких відростків навколо них. Також відомі під назвою астроглія. Тобто це субтип гліальних клітин. Ці гліальні клітини у вигляді зірки розташовані в головному та спинному мізках. Вони забезпечеють багато функцій, включаючи контроль ендотеліальних клітин, які формують гематоенцефалічний барьєр. Відростки деяких астроцитів обволікають кровоносні капіляри і забезпечують транспорт живильних речовин (нутріентів) з крові до головного і спинного мозку, також підтримують іонний баланс, регулюванні кротовотоку. Також відіграють роль у відновленні структур мозку після травм чи запальних процесів. Є різні дослідження наводять різне відношення чисельності цих типів в клітин. Є данні 20% в одних зонах мозку до  40% в інших зонах мозку , є данні про те, що  вони найчисленніші з гліальних клітин, утворюють складні сітки у сірій речовині мозку.

## Функції
- Вони беруть участь у зростанні нервової тканини. Також вони здатні виділяти речовини, розподіл яких задає напрямок росту нейронів у період ембріонального розвитку. Зростання нейронів можливий як рідкісний виняток і в дорослому організмі в нюховому епітелії, де нервові клітини оновлюються раз на 40 днів.

- Гомеостатичні функція — зворотне захоплення медіаторів та іонів калію. Витяг глутамату та іонів калію з синаптичної щілини після передачі сигналу між нейронами.

- Опорна і розмежувальна функція — підтримують нейрони і розділяють їх своїми тілами на групи (компартменти). Цю функцію дозволяє виконувати наявність щільних пучків мікротрубочок в цитоплазмі .

- Трофічна функція — регулювання складу міжклітинної рідини, запас поживних речовин (глікоген). Астроцити також забезпечують переміщення речовин від стінки капіляра до цітолемми нейронів.

Основна їхня функція  — це опора та ізоляція нейронів від зовнішніх впливів.

## Види астроцитів
Вони формують опорний апарат центральної нервової системи. Це невеликі клітини зірчастої форми з численними відростками. Розрізняють:
- протоплазматичні (мають товсті короткі розгалужені відростки, розміщення сірій речовині мозку)
- волокнисті (фібрилярні)(віддають довгі прямі відростки, в цитоплазмі містять численні фібрили, розміщення в білій речовині мозку).

## Регуляція активності нейронів
Протягом тривалого часу астроцити вважалися опорними клітинами нейронів, що забезпечують їх харчування і фізичну підтримку. Останні дослідження привели до створення моделі тристороннього синапсу (пресинаптичний нейрон, астроцит, постсинаптичний нейрон). Астроцити здатні виділяти нейромедіатори АТФ, ГАМК, серин та інші. Це дозволяє їм безпосередньо брати участь у процесі передачі і обробці інформації в нервовій тканині.

## Патологія астроцитів
Зміни астроцитів, зокрема їхня дегенерація, виникають при хворобі Вільяма Александра.